# George Mary Searle
| 55 Pandora | 10 de setembro de 1858 |

George Mary Searle (Londres, 27 de junho de 1839 – 27 de junho de 1918) foi um astrónomo e sacerdote estadunidense.

## Biografia
Ele descobriu o asteróide 55 Pandora em 1858. Ele também descobriu seis galáxias. Mais tarde, ele se tornou membro da ordem Paulista, de Nova Iorque, e lecionou na Universidade Católica da América.
Em 1905, Searle publicou sua ideia para uma possível reforma do Calendário Gregoriano. O plano era que todo ano novo começasse no domingo, a fim de atingir um calendário perene. Em anos comuns, o novo calendário teria exatamente 52 semanas, ou 364 dias, com fevereiro encurtado para 27 dias. Em anos bissextos, seriam 53 semanas, ou 371 dias. A semana extra seria adicionada como uma semana de férias, entre abril e maio. Anos bissextos ocorreriam a cada cinco anos, exceto para anos divisíveis por 50, e exceto por um outro 5º ano em 400. O resultado seria um calendário com 20 871 semanas em 400 anos, igual ao Calendário Gregoriano.
Em 1916, ele escreveu um livro denunciando a Ciência Cristã de Mary Baker Eddy.

## Publicações
- Plain Facts for Fair Minds: An Appeal to Candor and Common Sense (1900)
- Talks for the Times: Indifferentism, Revelation, the Catholic Church and Science, the Friend of True Progress, the Purpose of Life (1912)
- Why the Catholic Church Cannot Accept Socialism (1913)
- The Truth About Christian Science (1916)